# Jochen Feucht
Jochen Feucht (* 1968 in Biberach) ist ein deutscher Jazzmusiker (Sopran- und Tenorsaxophon, Flöte, Klarinette, Bassetthorn, Komposition, Arrangement).

## Leben und Wirken
Feucht begann 1979 mit klassischem Klarinettenunterricht, wechselte dann jedoch zum Saxophon, um Mitglied im LandesJugendJazzOrchester Baden-Württemberg zu werden; 1992 holte ihn Peter Herbolzheimer ins Bundesjazzorchester. Zwischen 1990 und 1994 studierte er bei Andy Scherrer an der Swiss Jazz School in Bern.
Nach Abschluss des Studiums nahm er 1994 sein Debütalbum Warm Jazz auf, auf dem er ausschließlich Eigenkompositionen vorstellte. Ein Stück dieser CD („Wait and See“) wurde 1995 beim Internationalen Jazz-Kompositionswettbewerb in Monaco nominiert. 1997 folgte ein zweites Album, Signs on Lines (im Trio mit Jochen Rückert und Christian Ramond). 
Feucht spielte in den nächsten Jahren vor allem im süddeutschen Raum Konzerte mit eigenen und fremden Formationen und der Bigband von Rainer Tempel. Dabei entwickelte er ein besonderes Interesse für die Verbindung von Jazz und klassischen Formen, das er in seinem Projekt sine qua non (und der 2002 entstehenden gleichnamigen CD) genauer untersuchte. Die Kritik sah hier „geglückte Beispiele einer grenzüberschreitenden Kammermusik in der Nachfolge des Third Stream der 50er“ (Werner Stiefele, Audio). Weiterhin beteiligte er sich an Hörspielproduktionen. Daneben traten frei improvisierte Soloauftritte und die Arbeit in Ensembles, in denen er brasilianische Musik interpretierte. Weiterhin wirkt er im Duo Kayu mit Karoline Höfler und ist auch auf Alben von Jo Ambros, Manfred Junker, Gee Hye Lee und dem Rua Baden Powell Projekt zu hören.
Zudem ist er seit mehr als 30 Jahren als Pädagoge tätig, seit 1999 an der Städtischen Musikschule Esslingen.

## Diskographische Hinweise
- Warm Jazz (Mons Records 1994, mit Bert Joris, Olaf Polziehn, Thomas Stabenow, Wolfgang Haffner sowie Hansjörg Fink)
- sine qua non (Eigenvertrieb 2001, mit Oliver Leicht, Kirsten Schatz, Harald Schneider, Markus Bodenseh, Dieter Schumacher, sowie Dizzy Krisch)
- Open Time (Jazz4Ever Records 2006, mit Olaf Polziehn, Christian Ramond, Alan Jones sowie Stephanie De Secondi)
- Tom Banholzer: Live at the 1999 Hohentwiel Festival (Ladwig Jazz Records 2013, mit Marcel Schefer, Christoph Sprenger und Patrick Manzecchi)
- John Dowland: Shadows (Profil 2014 mit Sarah Maria Sun, Friedemann Wuttke, Werner Matzke)
- Light Play (Mochermusic 2013, mit Dizzy Krisch, Günter Weiss sowie Suman Sakar)[1]